# Metriacanthosauridae
I metriacantosauridi (Metriacanthosauridae) sono una famiglia di teropodi che prendono il nome da un dinosauro carnivoro europeo: Metriacanthosaurus.

## Classificazione
Carrano, Benson & Sampson (2012) notarono che tale famiglia era precedentemente conosciuta con il nome di Sinraptoridae. Successivamente venne inserita una nuova sottofamiglia, Metriacanthosaurinae, formata da tutti gli esseri viventi più strettamente legati a Metriacanthosaurus che a Yangchuanosaurus. Un'analisi filogenetica più approfondita ha rilevato che il genere Xuanhanosaurus (secondo Benson et al., 2010) appartiene a questa famiglia di teropodi, noti per essere altamente specializzati nell'uccidere le prede che cacciavano. Sia Poekilopleuron che Lourinhanosaurus, come molti altri generi, facevano parte di questa stessa famiglia. Tuttavia, i ritrovamenti di Xuanhanosaurus e di Poekilopleuron furono considerati dei veri e propri outlier nell'indagine, pertanto vennero esclusi dall'analisi filogenetica. Lo studio di queste ultime sottocategorie venne dunque studiato per lunghissimo tempo servendosi di un cladogramma.
|  | \| \| Shidaisaurus jinae \| \| \| \| \| \| Sinraptor hepingensis \| \| \| \| \| \| Metriacanthosaurus parkeri \| \| \| \| |
|  | |
|  | Sinraptor dongi |
|  | |
|  | Xuanhanosaurus |
|  | |
|  | Shidaisaurus jinae |
|  | |
|  | Sinraptor hepingensis |
|  | |
|  | Metriacanthosaurus parkeri                                                                                                |
|  | |

|  | Shidaisaurus jinae         |
|  |                            |
|  | Sinraptor hepingensis      |
|  |                            |
|  | Metriacanthosaurus parkeri |
|  |                            |

|  | \| \| Shidaisaurus jinae \| \| \| \| \| \| Sinraptor hepingensis \| \| \| \| \| \| Metriacanthosaurus parkeri \| \| \| \| |
|  | |
|  | Sinraptor dongi |
|  | |
|  | Xuanhanosaurus |
|  | |
|  | Shidaisaurus jinae |
|  | |
|  | Sinraptor hepingensis |
|  | |
|  | Metriacanthosaurus parkeri                                                                                                |
|  | |

|  | Shidaisaurus jinae         |
|  |                            |
|  | Sinraptor hepingensis      |
|  |                            |
|  | Metriacanthosaurus parkeri |
|  |                            |

|  | \| \| Shidaisaurus jinae \| \| \| \| \| \| Sinraptor hepingensis \| \| \| \| \| \| Metriacanthosaurus parkeri \| \| \| \| |
|  | |
|  | Sinraptor dongi |
|  | |
|  | Xuanhanosaurus |
|  | |
|  | Shidaisaurus jinae |
|  | |
|  | Sinraptor hepingensis |
|  | |
|  | Metriacanthosaurus parkeri                                                                                                |
|  | |

|  | Shidaisaurus jinae         |
|  |                            |
|  | Sinraptor hepingensis      |
|  |                            |
|  | Metriacanthosaurus parkeri |
|  |                            |

|  | \| \| Shidaisaurus jinae \| \| \| \| \| \| Sinraptor hepingensis \| \| \| \| \| \| Metriacanthosaurus parkeri \| \| \| \| |
|  | |
|  | Sinraptor dongi |
|  | |
|  | Xuanhanosaurus |
|  | |
|  | Shidaisaurus jinae |
|  | |
|  | Sinraptor hepingensis |
|  | |
|  | Metriacanthosaurus parkeri                                                                                                |
|  | |

|  | Shidaisaurus jinae         |
|  |                            |
|  | Sinraptor hepingensis      |
|  |                            |
|  | Metriacanthosaurus parkeri |
|  |                            |

## Le controparti cinesi dell'allosauro

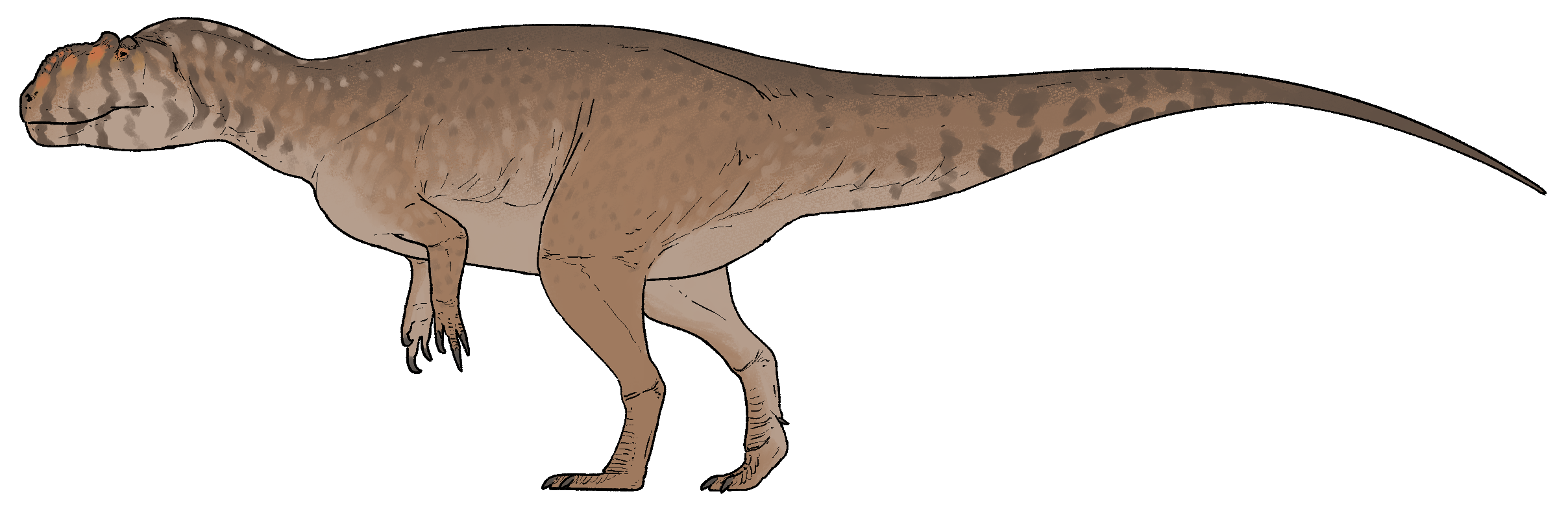
Ricostruzione artistica di Alpkarakush kyrgyzicus

Appartenenti a questa famiglia sono alcuni grandi predatori bipedi che costituivano l'ultimo anello della catena alimentare del loro ecosistema. I metriacantosauridi facevano parte del gruppo dei carnosauri, il cui rappresentante più noto è certamente l'allosauro. E proprio l'allosauro può essere considerato la controparte nordamericana dei metriacantosauridi; al contrario del famoso cugino, i resti dei metriacantosauridi non sono così abbondanti: probabilmente questi dinosauri non cacciavano in gruppi, ma da soli o in coppie. In generale, i metriacantosauridi sono di corporatura piuttosto snella, con lunghe zampe posteriori, testa grossa e denti acuminati: in sostanza, l'aspetto standard di un carnosauro abbastanza evoluto. Di dimensioni che andavano dal piccolo al grande , Gasosaurus raggiungeva i 4 metri, ma Yangchuanosaurus poteva arrivare a 11 metri di lunghezza. Alcuni paleontologi sostengono che i metriacantosauridi siano i veri antenati dei Carcharodontosauridae, i tetanuri giganti del cretaceo che vissero in varie parti del mondo, come in Argentina per il Giganotosaurus.

## Una distribuzione più ampia?
Altri possibili appartenenti alla famiglia includono il portoghese Lourinhanosaurus, l'inglese Metriacanthosaurus e i due generi cretacei Fukuiraptor e Siamotyrannus. Questi dinosauri potrebbero provare che il range temporale - geografico del gruppo fosse molto più ampio di quanto precedentemente ritenuto; dal momento però che i resti sono in gran parte frammentari e che i caratteri diagnostici della famiglia sono ancora poco chiari, ulteriori studi sono necessari per comprendere l'evoluzione e la distribuzione dei metriacantosauridi.